# 鈴木重棟
鈴木 重棟（すずき しげむね） は、江戸時代末期の水戸藩家老。
鈴木重好を祖とする鈴木石見守家は代々従五位下に叙されて石見守を名乗り、水戸藩の家老・城代を務めた。門閥派諸生党の中でも最も禄高が高く、名目上諸生党の領袖とされた。
安政5年（1858年）大番頭、五十人扶持・500石。翌6年（1859年）、父重矩の隠居により家督を相続。禄高4,500石。万延元年（1860年）には家老、城代となり、従五位下に叙されて石見守を称した。
元治元年（1864年）、水戸藩内の尊王攘夷派の激派により天狗党の乱が起こる。門閥派である諸生党は幕府の後援を得てこの鎮圧にあたり、市川三左衛門らとともに藩政の実権を掌握した。翌元治2年（1865年）3月、加増されて7,000石。さらに家格は1万石とされた。
しかし、慶応4年（1868年）、明治維新により諸生党と尊攘派天狗党の立場は逆転する。天狗党の生き残りが水戸入りするにさきがけて3月10日水戸を脱し、諸生党の主要勢とは別れ、江戸に潜伏したが捕えられた。4月23日、斬罪に処された。享年30。
幼少の2人の息子も斬罪となった。8歳の長男・銛太郎は従容として刑に処されたが、3歳の次男・甚次郎は菓子を手に、兄と同じ目になるのは嫌だと泣きながら斬られたという。隠居していた父の重矩は、捕えられた後に食を絶ち獄死した。

## 参考資料
- 『水戸市史』
- 鈴木重一『水戸鈴木家の歴史』1983年